# Mount Marty University
La Mount Marty University è un'università privata di indirizzo cattolico con sede a Yankton, nello stato americano del Dakota del Sud.
Le origini dell'università si ricollegano con quelle della Sacred Heart School of Nursing, aperta nel 1905 dalle suore benedettine di Santa Gertrde del Sacred Heart Monastery di Yankton; nel 1922 la scuola prese il nome di Mount Marty Academy e nel 1936 fu elevata a junior college. Divenne college nel 1951 e university nel 2020.